# 櫻の園 (漫画)
『櫻の園』（さくらのその）は、吉田秋生のオムニバス漫画。1985年から1986年にかけて『LaLa』（白泉社）に連載された。
1990年にじんのひろあき脚本、中原俊監督で実写映画化された。2008年11月、中原監督がふたたびメガホンを取り、福田沙紀を主演に迎えてリメイクされた。また、じんのの脚本と堤泰之の演出で舞台化され、2011年までに5回上演されている。
これらの映画・公演についてもあわせて解説する。

## 概要
毎年春の創立記念日にチェーホフの『桜の園』を演じるのが伝統になっている女子校・桜華学園で、演劇部に所属する少女たちの葛藤を通じて、少女たちの人間関係と心理を描いた。
タイトルは彼女らの演目名であるとともに、舞台となる女子校をも指している。
また各章のタイトル（下記）は桜に関連する季語から採られている。

## 登場人物
中野、杉山、志水、倉田の4名は、それぞれ「花冷え」「花紅」「花酔い」「花嵐」各章の主役となっている。
中野敦子（なかの あつこ）
アーニャ役。付き合って1年になる彼氏のシンイチとそろそろHするべき時期なのかと悩んでいる。
杉山紀子（すぎやま のりこ）
ヤーシャ役。何人もの男の子と付き合っており（肉体関係はない）、クラスメイトからは何となく遠巻きにされている。俊一という彼氏がいる。
倉田知世子（くらた ちよこ）
ラネフスカヤ夫人役。敦子とは中等部からの親友。背が大きいことが悩みで、今までずっと男役ばかりだったので初めての女性役に戸惑う。男女のことについてとても奥手。
志水由布子（しみず ゆうこ）
ドゥニャーシャ役。演劇部の新部長。同学年の敦子からはなぜか敬語を使われてしまう。男嫌いで、知世子に好意を持っている。
井上志摩子（いのうえ しまこ）
敦子とは中等部からの親友。男女のことについては耳年増。
中野綾子（なかの あやこ）
敦子の10歳年上の姉。桜華学園の卒業生。間もなく結婚する。
坂田シンイチ（さかた しんいち）
敦子の彼氏。別の高校のラグビー部。

## 単行本
- 1986年09月 ISBN 978-4592130963 白泉社 ジェッツコミックス
- 1994年12月 ISBN 978-4592883210 白泉社文庫
- 完全版 2013年09月 ISBN 978-4592197485 白泉社 花とゆめCOMICSスペシャル

## 映画（1990年版）
ニュー・センチュリー・プロデューサーズ、サントリーの製作により1990年11月3日公開。配給はアルゴプロジェクト。
原作に対して様々なアレンジが加えられており、全体として大きく雰囲気の異なる作品となっている。
「少女達の友情」というあまり注目されなかった題材を、派手さを抑えて繊細に静かに描ききったことで、クオリティの高い作品として第64回キネマ旬報ベスト・テン日本映画第1位をはじめ各方面で高い評価を受け、同時に興行的にも成功した。 

### あらすじ（1990年版）
名門女子校桜華学園では創立記念日の4月14日に演劇部が「櫻の園」を上演することが伝統になっている。創立記念日の朝、部長の志水由布子は校則違反のパーマをかけて登校。部員たちも次々部室に集まり、上演準備が進むが、ヤーシャ役の杉山紀子が喫煙で補導されて上演中止になるかもしれないとの知らせが入る。部員たちは職員会議を見に行く。残された由布子の前に紀子がひょっこり現れる。紀子は他校の生徒と遊んでいて巻き添えで補導されただけで喫煙はしていないという。職員会議では演劇部顧問の里美先生の必死の意見が通り、上演が許可される。由布子たちは上演準備を急ぐ。長身の倉田知世子は初めての女役ラネフスカヤに悩んでいたが、由布子が励ます。舞台袖で今日が誕生日の由布子のため、部員たちは小声でハッピーバースデーを歌う。幕が上がり、部員たちは舞台へと出ていく。

### キャスト

#### 桜華学園・演劇部3年
- 志水由布子（ドゥニャーシャ / 部長）：中島ひろ子
- 杉山紀子（ヤーシャ）：つみきみほ
- 倉田知世子（ラネフスカヤ）：白島靖代
- 久保田麻紀（ロパーヒン）：梶原阿貴
- 大町真由美（トロフィーモフ）：三野輪有紀
- 平井和代（ガーエフ）：白石美樹
- 戸田麗子（シャルロッタ）：後藤宙美
- 河合喜美子（ピーシチク）：いせり恵
- 井上志摩子（ワーリャ）：金剛寺美樹
- 中野敦子（アーニャ）：菅原香世
- 藤城千晶（フィールス）：永田美妙
- 木村環（エピホードフ）：丸山昌子

#### 聖華女子学園
- 森沢なつ子
- 西山友紀子
- 植竹よしみ

#### 知世子ファンの2年生
- 伊藤礼奈
- 森典子
- 広野美保子

#### 桜華学園・演劇部2年
- 城丸香織（舞台監督）：宮澤美保
- 松本圭子（舞台監督助手）：古川りか
- 美術係
  - 三島一子：西村雪絵
  - 神奈川潮美：永椎あゆみ
  - 高田真理子：佐藤友紀
  - 大西加奈子：浅沼順子
- 照明係
  - 堀口さゆり：山田純世
  - 高野久美：白戸智恵子
- 音響係
  - 田代有美：阿部千種
  - 佐野留美子：大原麻琴

#### その他
- 島田祐介：三上祐一
- 中野綾子：橘ゆかり
- 坂口：上田耕一
- 里美先生：岡本舞
- 中村先生：南原宏治

### スタッフ
- 監督：中原俊
- 脚本：じんのひろあき
- 製作者：岡田裕
- 企画：成田尚哉
- 企画協力：三浦修二
- アソシエイトプロデューサー：奥田誠治
- プロデュース：笹岡幸三郎
- 撮影：藤澤順一
- 編集：冨田功
- 美術：稲垣尚夫
- 衣裳：白井友貴子
- メイクアップ：馮啓孝
- 振付：神羽恵子
- 演奏：熊本マリ「ショパンの主題による変奏曲」
- 助監督：冨樫森、篠原哲雄、原正弘、竹内正樹
- スタジオ：日活撮影所
- 現像：東京現像所
- 上映時間：96分

### 原作との違い
原作が3月初旬頃から桜吹雪の頃（学園の創立記念日＝『桜の園』上演日）にかけてのストーリーであるのに対し、創立記念日当日の朝8時前から開演までの2時間あまりを、リアルタイム進行に近い形で描いている。
校内以外のシーンはない。
特定の数人にフォーカスして内面語りを多用する原作に対し、本作では内面描写や独白の類はほぼない。かわりに、演劇部員を演じるキャスト全員に役名とセリフがあり、「女子高の群像劇」として描かれる。「異性問題で悩む思春期」の様相は全く強調されず、一部員の雑談として簡単に触れられるのみ。冒頭で彼氏と濃厚なキスシーンを演じる「城丸香織」の描写が、他の人間関係との対比となっている。原作では多くの男子と遊んでいた「杉山紀子」は「志水由布子」に一途な思いを寄せる設定に変更され、「杉山紀子」「志水由布子」「倉田知世子」の三角関係を主題とし、「百合」的な要素を強調している。
2年生で舞台監督の「城丸香織」は原作にないキャラだが準主演の位置づけ。「杉山紀子」「倉田知世子」の2名は、物静かでオーラのある人物として描かれ、原作とは印象が違う。演劇部顧問の「里美先生」（原作では無名のチョイ役）もセリフの多い重要な役どころとなっている。
重要な芝居を行なうのは、志水由布子（中島ひろ子）、杉山紀子（つみきみほ）、倉田知世子（白島靖代）、城丸香織（宮澤美保）、里美先生（岡本舞）の5人。

### 製作
22人の演劇部員は、全員オーディションで選ばれた。出演者はほぼ新人ばかりのため、撮影前には異例の2か月に及ぶリハーサルを繰り返した。
1990年8月20日に日比谷公園内の松本楼で完成報告記者懇談会が行われた。

### ロケ地
エンドロールにクレジットされているのは聖望学園のみ。なお、部室はスタジオセットである。
- 聖望学園中学校・高等学校（埼玉県飯能市 / 屋上シーン、廊下シーン、教室内シーン 等）
- 関東学院中学校・高等学校（神奈川県横浜市 / 外階段シーン、杉山が他校の友人らと話すシーン 等。※後者の背景校舎は現存せず）
- 津田塾大学 小平キャンパス（東京都小平市 / 里美先生と中村先生が語り歩くシーン、予告編で流れるイメージ映像[注釈 3]）
- 江東区立深川図書館（東京都江東区 / 進路指導室シーン。※建て替えにより当時の建物は現存せず）

### 受賞歴
- 第14回日本アカデミー賞 作品賞・監督賞・脚本賞・編集賞・新人俳優賞[11]
- 第64回キネマ旬報ベスト・テン 最優秀作品賞[7]・監督賞・脚本賞
- 第45回毎日映画コンクール 日本映画優秀賞・女優助演賞
- 第15回報知映画賞 作品賞
- 第12回ヨコハマ映画祭 作品賞
- ゴールデンアロー賞 映画賞

### ノベライズ
- 「桜の園」：深沢梨絵（1992年、角川ルビー文庫、1990年の映画版を小説化したもの、ISBN 978-4044339012）

### その他
「平成名作特集」として2025年6月3日にBS松竹東急で放送された際、冒頭に「この作品には、児童および青少年の視聴に対して配慮が必要と思われる表現がありますが、作品の意図を尊重し、オリジナルのまま放送します。また、演出として長時間無音になるシーンや、原版由来の音声ノイズ等が映像の一部にありますが、あらかじめご了承ください」とのテロップが流れた。

## 映画（2008年版）
2008年11月8日全国公開。「櫻の園」製作委員会（松竹=テレビ朝日=電通=G.T.エンターテインメント=木下工務店=集英社=白泉社=オスカープロモーション）、配給は松竹。1990年版のリメイクではなく、リ・イメージとして、内容を一新。福田沙紀初主演映画。次世代を担う若手女優共演による青春ドラマ。監督は再び中原俊が務めたが、脚本は『自虐の詩』の関えり香が担当。現代的な青春ガールズムービーとなっている。名門お嬢様女子高、櫻華学園では、ある事情によりチェーホフ『桜の園』の上演が禁じられており、そこに転校してきた元ヴァイオリニストの女の子が、その上演を復活させようと仲間と共に奔走する話、という設定に変えられている。

### キャスト
- 結城桃（ペーチャ）：福田沙紀
- 赤星真由子（ロパーヒン）：寺島咲
- 小笠原葵（ラネーフスカヤ）：杏
- 沢美登里（ワーリャ）：大島優子（当時AKB48）
- 横田奈々美（アーニャ）：はねゆり
- 水田真紀（舞台監督）：武井咲
- 村上鞠子（レオニード）：涌澤未来
- 片山千春（ドゥニャーシャ）：西川風花
- 和田遙（フィールス）：潘めぐみ
- 富田美雪（浮浪者）：山田麗
- 橘久美（小道具係）：ひろせ友紀
- 栗原菜緒（衣裳係）：森岡朋奈
- 若松志乃：米倉涼子（特別出演）
- 坂野佳代：菊川怜（特別出演）
- リミ：上戸彩（特別出演）
- 町田洲：柳下大（当時D-BOYS）
- 結城杏：京野ことみ
- 鈴木仁三郎：大杉漣
- 高山玲子：富司純子

### スタッフ
- 監督：中原俊
- 脚本：関えり香
- 音楽：川井憲次
- 撮影：石井浩一
- 照明：金沢正夫
- 録音：志満順一
- 美術：稲垣尚夫
- 編集：冨田伸子
- ビジュアルエフェクト：IMAGICA
- VFX協力：日本エフェクトセンター
- イメージポスター撮影：蜷川実花
- イメージポスターデザイン：印南貴行
- 演劇舞台協力：東京ノーヴイ・レパートリーシアター、京華学園、獨協学園
- 製作総指揮：古賀誠一・松本輝起
- エグゼクティブプロデューサー：関根真吾・石川薫
- プロデューサー：成田尚哉・池田史嗣・秋元浩之
- アソシエイトプロデューサー：東快彦・湊谷恭史・笹岡幸三郎
- 制作プロダクション：アルチンボルド
- 製作：｢櫻の園｣製作委員会（松竹、テレビ朝日、電通、GTエンタテインメント、木下工務店、集英社、白泉社、オスカープロモーション）
- 配給：松竹
- 上映時間：102分

### ロケ地
- 武蔵野音楽大学入間キャンパスバッハザール（埼玉県入間市）
- 紅秀峰橋付近の道路（山形県寒河江市）
- 加藤学園御殿場キャンパス（静岡県御殿場市）
- 天鏡閣（福島県耶麻郡　外観のみ）
- 寒河江公園（山形県寒河江市）
- 山形県立寒河江高等学校（山形県寒河江市）
- 山形県農業総合研究センター（山形県山形市）
- 白石川堤一目千本桜（本編及び特典映像　宮城県大河原町）
- 山形駅前ペデストリアンデッキ付近（山形県山形市）
- create junction ULURU（神奈川県川崎市）
- 若宮公園（神奈川県厚木市）
- スタジオピアＢ福町（東京都杉並区　ハウススタジオ）
- 多摩川河川敷（東京都調布市　左岸）
- 川崎市市民ミュージアム（メイキング映像　神奈川県川崎市）
- 山形県立博物館教育資料館（特典映像　山形県山形市）
- 文翔館（特典映像　山形県山形市）
- 十思スクエア（ビジュアルブック　東京都中央区）

### 受賞
- 第32回日本アカデミー賞 新人俳優賞（福田沙紀）[15]

### 主題歌
- 「若葉」スピッツ[12]

### オフィシャルビジュアルブック
- 「櫻の園」オフィシャルビジュアルブック：撮影 蜷川実花

### ノベライズ
- 「桜の園」：深沢梨絵（1992年、角川ルビー文庫、1990年の映画版を小説化したもの、ISBN 978-4044339012）
- 「櫻の園」：かな（ケータイ小説。スターツ出版　￥1,080）

## 舞台

### 1994年4月の公演
1994年4月5日から4月10日まで東京芸術劇場小ホール１で上演。

#### キャスト
- 志水由布子：志村有紀
- 倉田知世子：石村美果
- 杉山紀子：主浜はるみ
- 城丸香織：青木良恵
- 久保田麻紀：原亜紀子
- 大町真由美：大津弥生
- 戸田麗子：一ノ瀬ヨシコ
- 平井和代：宋ひさ子
- 河合喜美子：安田鈴江
- 井上志摩子：浅賀充子
- 中野敦子：山仲真夕
- 藤城千晶：佐野碧
- 木村環：小林麻子
- 三島一子：江原玲奈
- 神奈川潮美：小松紀栄
- 高田真理子：谷川小織
- 大西加奈子：衰毛かおり
- 島田祐介：小坂裕治
- 中野綾子：市石真弓
- 里美枝美子：吉利治美
- 演奏出演：土屋玲子（バイオリン）・兼子美紀（ピアノ）

#### その他スタッフ
- 脚本：じんのひろあき
- 構成・演出：堤泰之
- 美術：本江義治
- 照明：倉本泰史
- 音楽：伊東尚司
- 衣装：池田しょう子
- 舞台監督：二本松武
- 演出助手：米田まゆみ
- 企画・制作：プラチナペーパーズ

### 1994年10月の公演
1994年10月26日から10月30日まで青山円形劇場で上演。
第8回青山演劇フェスティバル参加作品。

#### キャスト
- 志水由布子：藤枝真琴
- 倉田知世子：本田貴子
- 杉山紀子：かないまりこ
- 城丸香織：中込佐知子
- 久保田麻紀：保坂恵麻
- 大町真由美：八木砂妃子
- 戸田麗子：小林あや
- 平井和代：廣嶋かな
- 河合喜美子：原田砂穂
- 井上志摩子：西田真知子
- 中野敦子：三浦典子
- 藤城千晶：白神直子
- 木村環：藤井由紀
- 三島一子：寺田晴
- 神奈川潮美：土方麻里
- 高田真理子：北村京子
- 大西加奈子：派多雅子
- 島田祐介：小梶直人
- 中野綾子：青木千恵
- 里美枝美子：村井理恵
- 演奏出演：土屋玲子（バイオリン）・兼子美紀（ピアノ）

#### その他スタッフ
- 脚本：じんのひろあき
- 構成・演出：堤泰之
- 美術：本江義治
- 照明：倉本泰史
- 音楽：伊東尚司
- 衣装：池田しょう子
- 舞台監督：二本松武
- 演出助手：米田まゆみ
- 企画・制作：プラチナペーパーズ

### 2007年の公演
2007年6月24日から7月1日まで青山円形劇場で上演。一部はWキャスト（表記は星組公演、月組公演の順）

#### キャスト
- 志水由布子：佐藤寛子
- 倉田知世子：中村英里子
- 杉山紀子：青谷優衣
- 城丸香織：阿井莉沙
- 久保田麻紀：長谷川桃、能登まり子
- 大野真由美：飯塚由衣、萩原紀子
- 戸田麗子：かりん、松倉美紗
- 平井和代：川尻真紀、市川葵
- 河合喜美子：鈴木オルガ、琴あやの
- 井上志摩子：松永裕子、赤坂さなえ
- 中野敦子：諸塚香奈実、仲原舞
- 藤城千晶：児玉絹世、本間理紗
- 木村環：小池唯
- 三島一子：丸山葵
- 神奈川潮美：大瀬楓
- 高田真理子：稲葉さゆり
- 大西加奈子：松井友里絵
- 島田祐介：鯨井康介
- 中野綾子：大石里沙
- 里美枝美子：小西美帆
- 演奏：髙橋洋子（バイオリン）・石黒聖菜（ピアノ）

#### その他スタッフ
- 美術：本江義治
- 照明：倉本泰史
- 音響：石神保
- 衣装：沢木祐子
- 企画・制作：ネルケプランニング

### 2009年の公演
2009年4月22日から4月29日まで青山円形劇場で上演。一部はWキャスト（表記は星組公演、月組公演の順）

#### キャスト
- 志水由布子：福井未菜
- 倉田知世子：山崎真実
- 杉山紀子：芳賀優里亜
- 城丸香織：妹尾友里江
- 久保田麻紀：飯塚由衣、水瀬あいみ
- 大町真由美：浅野かや、松本理沙
- 戸田麗子：吉田理沙子、かの夏帆
- 平井和代：小園菜都、原田京
- 河合喜美子：平良綾野、松本麻衣
- 井上志摩子：福山咲良、森由佳
- 中野敦子：小池唯、丸山葵
- 藤城千晶：戸井田アンナ、鎌田あかね
- 木村環：泰原沙也加
- 三島一子：小林さり
- 神奈川潮美：南結衣
- 高田真理子：藤森真衣奈
- 大西加奈子：市山京香
- 中野綾子：三田あいり
- 島田祐介：鯨井康介
- 里美枝美子：小西美帆
- 演奏：桧皮聖子（バイオリン）・長篠央子（ピアノ）

#### その他スタッフ
- 脚本：じんのひろあき
- 構成・演出：堤泰之
- 企画・制作：ネルケプランニング
- 協賛：ヘンミ計算尺株式会社

### 2011年の公演
2011年7月13日から7月18日まで相鉄本多劇場で上演。本来は同年春に上演予定だったが、東日本大震災の影響で延期となった。

#### キャスト
- 志水由布子：船越ミユキ
- 杉山紀子：中島愛里
- 倉田知世子：尾崎ななみ
- 中野敦子：中川美樹
- 久保田麻紀：熊本野映
- 平井和代：加藤茜
- 井上志摩子：於保佐代子
- 藤城千晶：稲川実花
- 木村環：菅野由奈
- 大野真由美：神崎れな
- 戸田麗子：神崎ゆうき
- 河合喜美子：広末星奈
- 城丸香織：舞園れのん
- 三島一子：真凛
- 神奈川潮美：石塚みづき
- 高田真理子：白石岬
- 大西加奈子：兼子まりあ
- 中野綾子：遠藤沙季
- 里美枝美子：岩野未知
- 島田祐介：柴木丈瑠

#### その他スタッフ
- 脚本：じんのひろあき
- 構成・演出：さわまさし
- 企画・制作：TUFF STUFF